# 第12回クリティクス・チョイス・アワード
12th Critics' Choice Awards

2007年1月20日
作品: 

『ディパーテッド』
第12回クリティクス・チョイス・アワードは、放送映画批評家協会によって2006年の映画に贈られる賞である。授賞式は2007年1月20日にカリフォルニア州サンタモニカのSanta Monica Civic Auditoriumで行われ、E!チャンネルが放送した。

## 作品トップ10
（アルファベット順）
1. 『バベル』
2. 『ブラッド・ダイヤモンド』
3. 『ディパーテッド』（アカデミー作品賞受賞）
4. 『ドリームガールズ』
5. 『硫黄島からの手紙』
6. 『リトル・チルドレン』
7. 『リトル・ミス・サンシャイン』
8. 『あるスキャンダルについての覚え書き』
9. 『クィーン』
10. 『ユナイテッド93』

## 受賞・ノミネート一覧

### 主演男優賞
- フォレスト・ウィテカー - 『ラストキング・オブ・スコットランド』
  - レオナルド・ディカプリオ - 『ブラッド・ダイヤモンド』
  - レオナルド・ディカプリオ - 『ディパーテッド』
  - ライアン・ゴズリング - 『ハーフネルソン』
  - ピーター・オトゥール - 『ヴィーナス』
  - ウィル・スミス - 『幸せのちから』

### 主演女優賞
- ヘレン・ミレン - 『クィーン』
  - ペネロペ・クルス - 『ボルベール〈帰郷〉』
  - ジュディ・デンチ - 『あるスキャンダルについての覚え書き』
  - メリル・ストリープ - 『プラダを着た悪魔』
  - ケイト・ウィンスレット - 『リトル・チルドレン』

### アニメ映画賞
- 『カーズ』
  - 『マウス・タウン ロディとリタの大冒険』
  - 『ハッピー フィート』
  - 『モンスター・ハウス』
  - 『森のリトル・ギャング』

### キャスト賞
- 『リトル・ミス・サンシャイン』
  - 『バベル』
  - 『ボビー』
  - 『ディパーテッド』
  - 『ドリームガールズ』
  - 『今宵、フィッツジェラルド劇場で』

### 作曲賞
- フィリップ・グラス - 『幻影師アイゼンハイム』
  - クリント・マンセル - 『ファウンテン 永遠につづく愛』
  - トーマス・ニューマン - 『さらば、ベルリン』
  - グスターボ・サンタオラヤ - 『バベル』
  - ハワード・ショア - 『ディパーテッド』
  - ハンス・ジマー - 『ダ・ヴィンチ・コード』

### 監督賞
- マーティン・スコセッシ - 『ディパーテッド』
  - ビル・コンドン - 『ドリームガールズ』
  - クリント・イーストウッド - 『硫黄島からの手紙』
  - スティーヴン・フリアーズ - 『クィーン』
  - ポール・グリーングラス - 『ユナイテッド93』

### ドキュメンタリー映画賞
- 『不都合な真実』
  - 『ディクシー・チックス シャラップ&シング』
  - 『ノット・レイテッド アメリカ映倫のウソを暴け!』
  - 『誰が電気自動車を殺したか?』
  - Wordplay

### ファミリー映画賞
- 『シャーロットのおくりもの』
  - 『ドリームズ・カム・トゥルー』
  - 『マイ・フレンド・フリッカ』
  - 『名犬ラッシー』
  - 『パイレーツ・オブ・カリビアン/デッドマンズ・チェスト』

### 作品名
- 『ディパーテッド』
  - 『バベル』
  - 『ブラッド・ダイヤモンド』
  - 『ドリームガールズ』
  - 『硫黄島からの手紙』
  - 『リトル・チルドレン』
  - 『リトル・ミス・サンシャイン』
  - 『あるスキャンダルについての覚え書き』
  - 『クィーン』
  - 『ユナイテッド93』

### コメディ映画賞
- 『ボラット 栄光ナル国家カザフスタンのためのアメリカ文化学習』
  - 『プラダを着た悪魔』
  - For Your Consideration
  - 『リトル・ミス・サンシャイン』
  - 『サンキュー・スモーキング』

### テレビ映画賞
- 『エリザベス1世 〜愛と陰謀の王宮〜』
  - 『ライブラリアン キング・ソロモンの呪文』
  - 『スティーヴン・キング 8つの悪夢』
  - 『先生はあきらめない 〜ロン・クラーク物語〜』
  - When the Levees Broke

### 外国語映画賞
- 『硫黄島からの手紙』  アメリカ合衆国
  - 『アポカリプト』  アメリカ合衆国
  - 『デイズ・オブ・グローリー』  アルジェリア
  - 『パンズ・ラビリンス』  メキシコ
  - 『ボルベール〈帰郷〉』  スペイン
  - 『とらわれの水』  カナダ/ インド

### 歌曲賞
- "Listen" - ビヨンセ - 『ドリームガールズ』
  - "I Need To Wake Up" - メリッサ・エスリッジ - 『不都合な真実』
  - "My Little Girl" - ティム・マッグロウ - 『マイ・フレンド・フリッカ』
  - "The Neighbor" - ディクシー・チックス - 『ディクシー・チックス シャラップ&シング』
  - "Never Gonna Break My Faith" - メアリー・J. ブライジ、アレサ・フランクリン - 『ボビー』
  - "Ordinary Miracle" - サラ・マクラクラン - 『シャーロットのおくりもの』

### サウンドトラック
- 『ドリームガールズ』
  - 『バベル』
  - 『カーズ』
  - 『ハッピー フィート』
  - 『マリー・アントワネット』

### 助演男優賞
- エディ・マーフィ - 『ドリームガールズ』
  - ベン・アフレック - 『ハリウッドランド』
  - アラン・アーキン - 『リトル・ミス・サンシャイン』
  - アダム・ビーチ - 『父親たちの星条旗』
  - ジャイモン・フンスー - 『ブラッド・ダイヤモンド』
  - ジャック・ニコルソン - 『ディパーテッド』

### 助演女優賞
- ジェニファー・ハドソン - 『ドリームガールズ』
  - アドリアナ・バラッザ - 『バベル』
  - ケイト・ブランシェット - 『あるスキャンダルについての覚え書き』
  - 菊地凛子 - 『バベル』
  - キャサリン・オハラ - For Your Consideration
  - エマ・トンプソン - 『主人公は僕だった』

### 脚本賞
- マイケル・アーント - 『リトル・ミス・サンシャイン』
  - ギジェルモ・アリアガ - 『バベル』
  - トッド・フィールド、トム・ペロッタ - 『リトル・チルドレン』
  - ザック・ヘルム - 『主人公は僕だった』
  - ウィリアム・モナハン - 『ディパーテッド』
  - ピーター・モーガン - 『クィーン』

### 若手男優賞
- ポール・ダノ - 『リトル・ミス・サンシャイン』
  - キャメロン・ブライト - 『サンキュー・スモーキング』
  - ジョセフ・クロス - 『ハサミを持って突っ走る』
  - フレディ・ハイモア - 『プロヴァンスの贈りもの』
  - ジェイデン・スミス - 『幸せのちから』

### 若手女優賞
- アビゲイル・ブレスリン - 『リトル・ミス・サンシャイン』
  - イバナ・バケロ - 『パンズ・ラビリンス』
  - シャリーカ・エップス - 『ハーフネルソン』
  - ダコタ・ファニング - 『シャーロットのおくりもの』
  - キキ・パーマー - 『ドリームズ・カム・トゥルー』